# Брахман (порода зебу)
Брахман (англ. Brahman) или Брахма — порода зебу (лат. Bos primigenius indicus) мясного направления, выведенная в США путём кроссбридинга четырёх пород, импортированных из Индии. Брахман — одна из самых популярных пород крупного рогатого скота мясного направления, широко используется в Аргентине, Бразилии, Парагвае, США, Колумбии и Австралии.

## Разведение и использование
Брахман — первая порода крупного рогатого скота созданная в США. Порода создана в начале 1900-х в результате межпородного скрещивания пород Bos indicus Гир, Гужарат, Неллор и Кришна Велли (Krishna Valley). Разведение осуществлялось на базе 266 быков и 22 самок нескольких видов, импортированных в США из Индии с 1854 по 1926 годы.
Брахман используется в основном для производства мяса и улучшения пород крупного рогатого скота. Скрещиванием брахманов с коровами (Bos taurus) мясного типа получены множество других пород мясного скота, в том числе Брангус, Бифмастер, Симбра (Simbrah) и Санта-гертруда.
Брахман известны своей крайней толерантностью к жаре и широко распространены в тропических регионах. Они устойчивы к насекомым за счёт своей толстой кожи. Брахман живут дольше, чем многие другие породы, часто производя телят в возрасте 15 лет и старше.
В Омане и Эль-Фуджайре, быки породы Брахман используются в традиционном спорте — боях быков. Два быка участвуют в раунде боя рогами. Первый поверженный или уступивший свои позиции считается проигравшим. Быки готовятся в этом виде спорта путём содержания на специальной диете из молока и мёда для получения повышенной силы и крепости.

## США
Американская ассоциация заводчиков породы Брахман была создана в 1924 году в качестве официального реестра для отслеживания и проверки родословной скота. Штаб-квартира этой организации в настоящее время находится в Хьюстоне штата Техас. Название «Брахман» было присвоено породе первым секретарём Mr. J. W. Sartwelle американской ассоциации. Первым президентом ассоциации был Mr. Linton «L.S.» Harris из Киссимми штата Флорида.

## Галерея

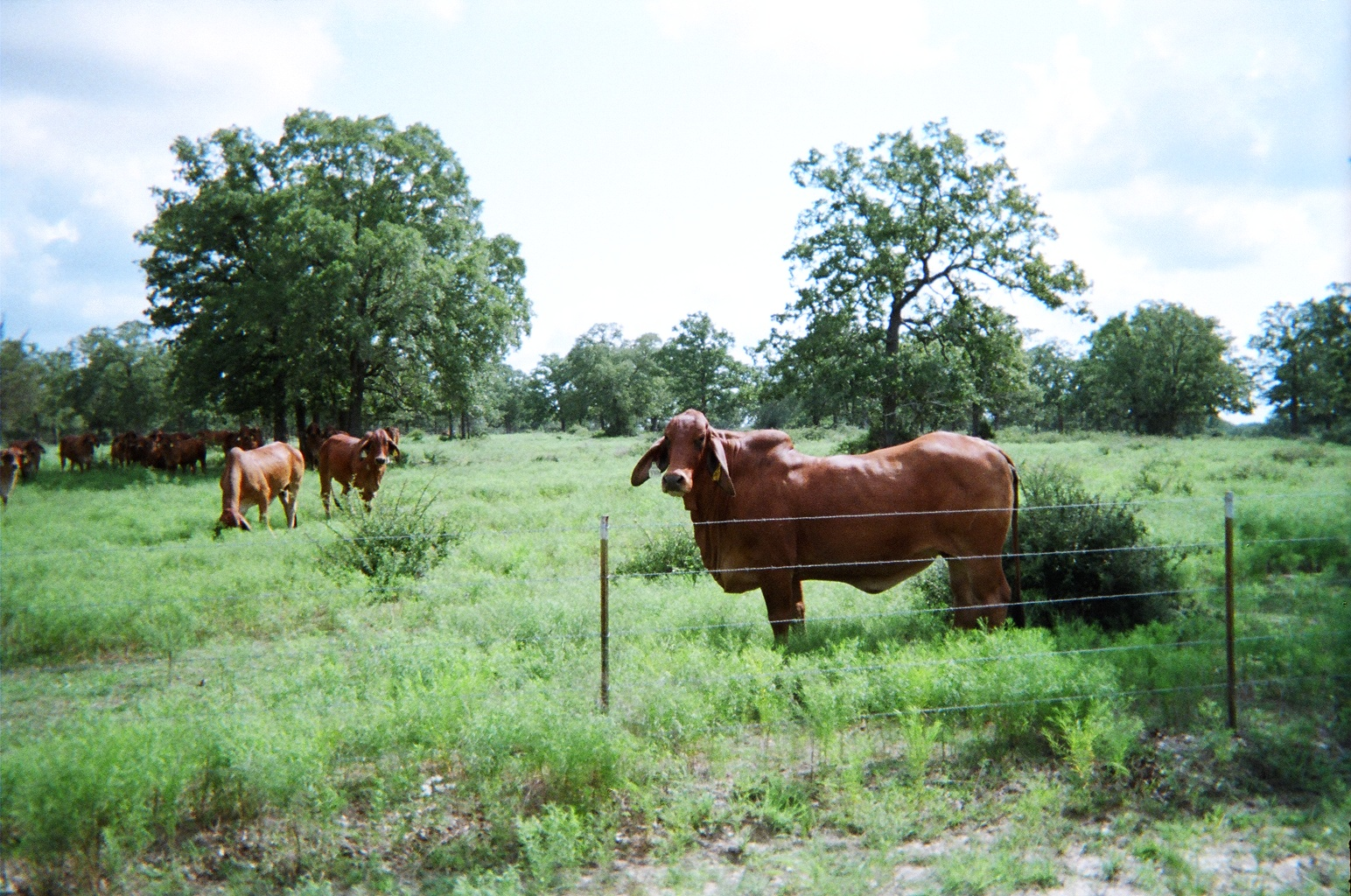
Корова породы красный брахман, Техас
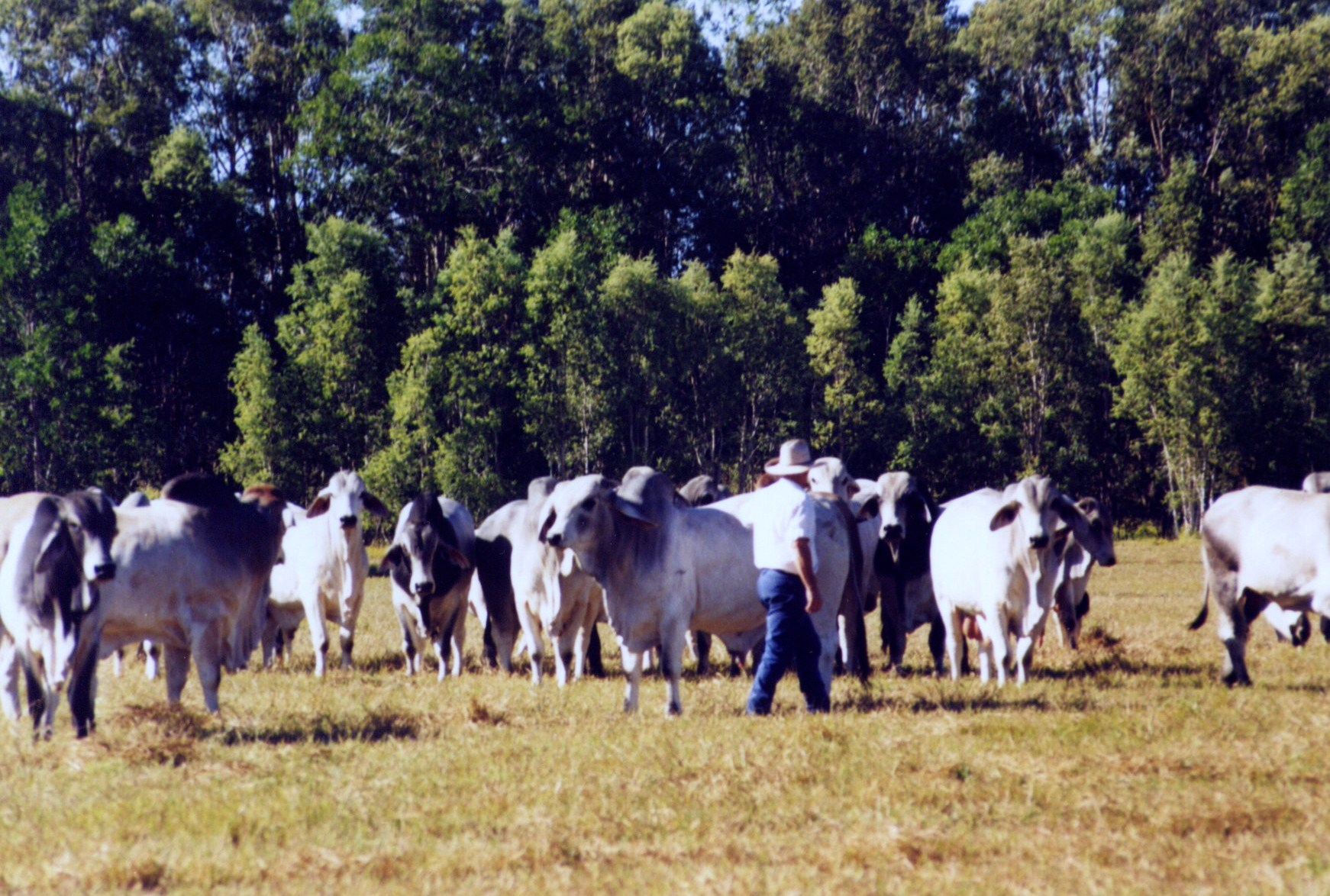
Быки породы брахман, Австралия